# Колчагови
Колчагови е голям патриотичен български род от Банско. Членове на фамилията са видни български общественици, възрожденци, просветни дейци и революционери от Македония.
Родът води началото си от Банско, но след Илинденско-Преображенското въстание представителите на Колчагови се разселват из България. Много от тях се заселват в село Лъджене, днес квартал на Велинград, където най-много представители на рода живеят и днес. Началото на рода е някъде в XVIII век. Сред по-известните му представители са революционерите Милана Колчагова, Лазар Колчагов, Иван Колчагов, Мария Хаджипопова, Милош Колчагов, Милан Колчагов, търговецът Тоше Колчагов и други. Връзка с Колчаговия род има семейството на Паисий Хилендарски.
Няколко представители на рода в 1912 година са доброволци в Македоно-одринското опълчение: Георги Иванов Колчагов на 18 години служи в 3 рота на 5 охридска дружина; Димитър Н. Колчагов на 17 години служи в Продоволствения транспорт на МОО и във 2 рота на 5 одринска дружина, Миле Н. Кочагов на 39 години, земеделец с I клас образование, служи в четата на Йонко Вапцаров, в Продоволствения транспорт и в 14 воденска дружина; Милош Тошков Колчагов служи в четата на Йонко Вапцаров и в 4 рота на 13 кукушка дружина; Тоше К. Колчагов на 38 години, земеделец с III отделение образование служи в четата на Йонко Вапцаров.
През Първата световна война Георги Тодоров Колчагов е офицерски кандидат в 11-а пехотна македонска дивизия, награден е с орден „За храброст“, IV степен.. Димитър Николов Колчагов, редник в 64-ти пехотен полк, умира в Банско на 1 август 1916.
Александър Колчагов-Цанката от Банско е изпратен от протогеровистите да убие Жоро Настев или Стоян Филипов, но вместо това убива Димитър Колчагов.
По време на македонизацията в Пиринска Македония преброителят Цвятко Колчагов от Разлог е изключен от партията заради това, че „не е изпълнил решението да пише родените в тоя край македонци, а и сам себе си е писал българин“.
Първата родова среща е организирана в 1972 година.